# Tankumsee
Der Tankumsee ist ein künstlich geschaffener See in Isenbüttel im Landkreis Gifhorn (Niedersachsen). Er entstand um 1970 als Baggersee beim Bau des Elbe-Seitenkanals und wurde 1976 als Badesee eingeweiht. Seither hat sich rund um den See ein Naherholungsgebiet mit Ferienhäusern und Freizeitaktivitäten etabliert.

## Name
Der Begriff Tankum ist ein alter Flurname, den das landwirtschaftlich genutzte Gebiet vor Entstehung der Seefläche trug. Es wird vermutet, dass Tankum auf der vorgermanischen Sprachwurzel Tank/Tang beruht, was für Algenmasse steht. Damit war im Verlauf der Sprachentwicklung aber auch Moor oder Moorwasser gemeint. Der Wortteil um in Tankum könnte auf ein verklungenes vorgermanisches Wort zurückzuführen sein, das ebenfalls Moor bedeutete. Da der See im Feuchtgebiet Barnbruch liegt, ist die Namensentwicklung aufgrund der einst sumpfigen Lage nachvollziehbar.

## Entstehung
Der See entstand Anfang der 1970er Jahre als Baggersee im Zuge des Baus des Elbe-Seitenkanals. Der Elbe-Seitenkanal verläuft im Allertal auf einem hohen Damm, für den große Mengen Sand benötigt wurden. 1972 gründeten verschiedene Einrichtungen und kommunale Behörden die Tankumsee-Planungs- und Ausbaugesellschaft (heute: Tankumsee Betriebsgesellschaft mbH). Sie erwarb und erschloss das spätere Erholungsgebiet. Offizielle Inbetriebnahme des Tankumsees war der 26. Juni 1976.

## Lage
Der Tankumsee befindet sich etwa 3,3 km nordöstlich des Ortszentrums von Isenbüttel. Der See liegt in der Ebene des Aller-Urstromtals inmitten des waldbestandenen Landschaftsschutzgebietes Barnbruch. Das Gebiet wird vom Allerkanal durchflossen und ist mit einem guten Wander- und Radwegenetz ausgestattet. Unmittelbar an der östlichen Seite des Tankumsees verläuft der Elbe-Seitenkanal als Dammstrecke. Auf der jenseitigen Kanalseite wurde eine Wasserfläche, der Kranichmoorsee, zum Schutz der Vogelwelt geschaffen. Am Südrand des Tankumsees fließt der Bach Mühlenriede vorbei. Aus den Städten Gifhorn (4 Kilometer nordwestlich), Wolfsburg (12 Kilometer östlich) und Braunschweig (20 Kilometer südlich) ist der See gut erreichbar.

## Beschreibung
Der See hat die Ausmaße von etwa 800 m × 1300 m, umfasst eine Fläche von circa 57 ha und ist bis zu 16,7 m tief. Das Gewässer verfügt über einen Sandstrand von mehr als 1000 m Länge, an dem eine „Babybucht“ mit flachem Wasser liegt. Dort können Kleinkinder in der Nähe eines DLRG-Rettungsturmes unter Aufsicht im Wasser spielen. Das den See umgebende Erholungsgebiet einschließlich des Ferienhausgebietes hat eine Größe von etwa 222 ha. Aus der ursprünglichen Ferienhauskolonie hat sich inzwischen ein reguläres Wohngebiet entwickelt, weil viele der rund 200 Häuser zu Hauptwohnsitzen gemacht wurden. Der See und das Naherholungsgebiet mit seinen Angeboten ermöglichen vielfältige Freizeitaktivitäten, wie Beachvolleyball, Angeln, Baden und Schwimmen, Minigolf, Radfahren, Segeln, Surfen, Tauchen, Tennis, Wandern, Grillen und Tretbootsfahrten (Bootsverleih). 1988 wurde das Gebiet Landessieger beim Wettbewerb Freizeit und Wohnen.
Ein ähnliches Freizeitgebiet am Bernsteinsee entstand nur 12 km weiter nördlich im Sassenburger Ortsteil Stüde, ebenfalls als Baggersee beim Bau des Elbe-Seitenkanals.

## Infrastruktur
| - Erlebnisturm - Minigolf - Beachvolleyball - Fußballplatz - Discgolf - Gastronomien - Grillplätze - Tennisplätze - Ballonfahrten - Boule | - Hotel - Campingplatz - Ferienhaussiedlung - Zeltplätze - Duschen und Umkleiden - DLRG-Station - Surf- und Segelschule - Segelvereine (MTV Isenbüttel, Wassersport-Club Gifhorn) - Tauchclub / Tauchschule (Hibaru) - Angelverein (ASV) |

## Bildergalerie

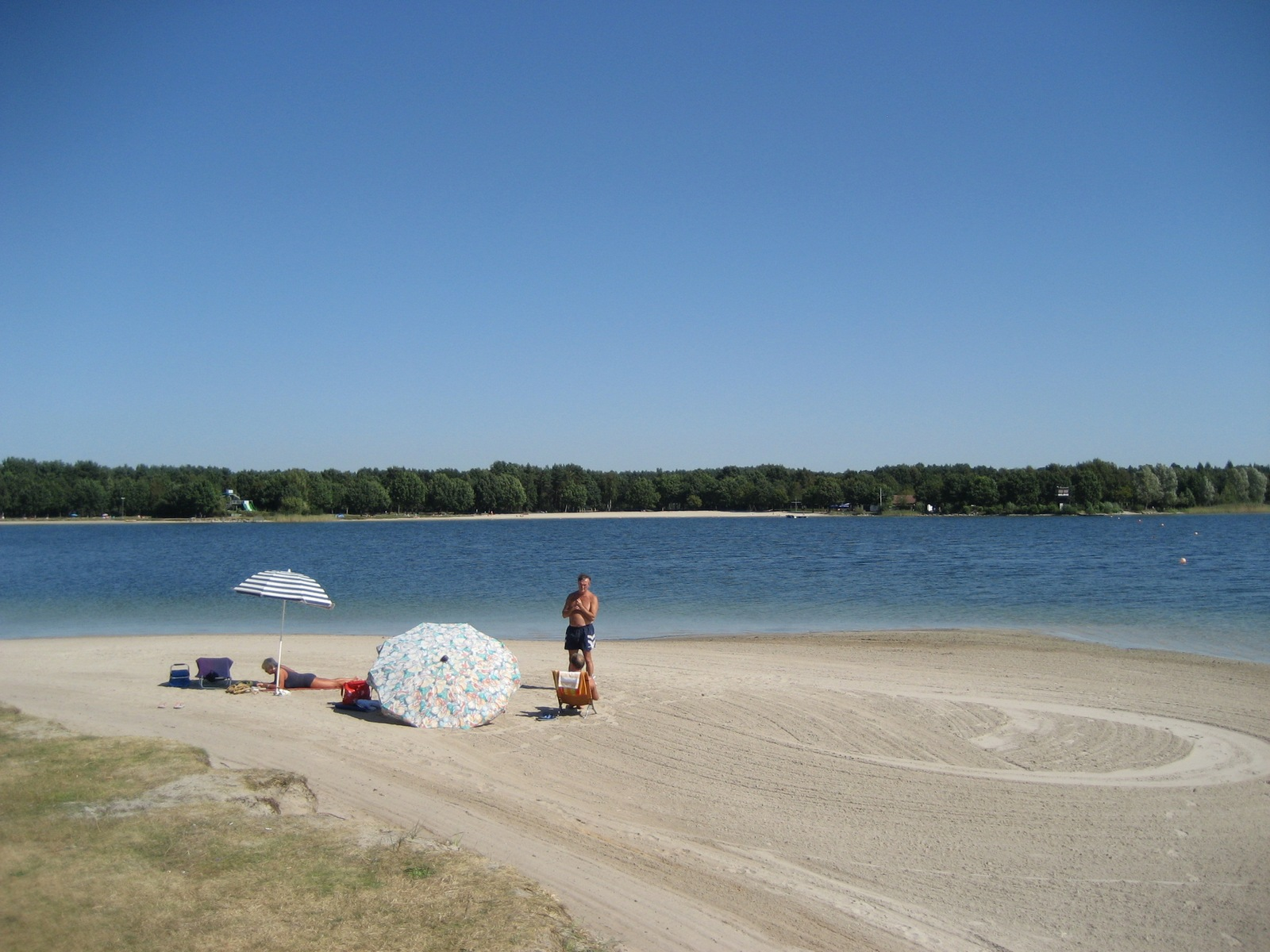
Strand am Tankumsee
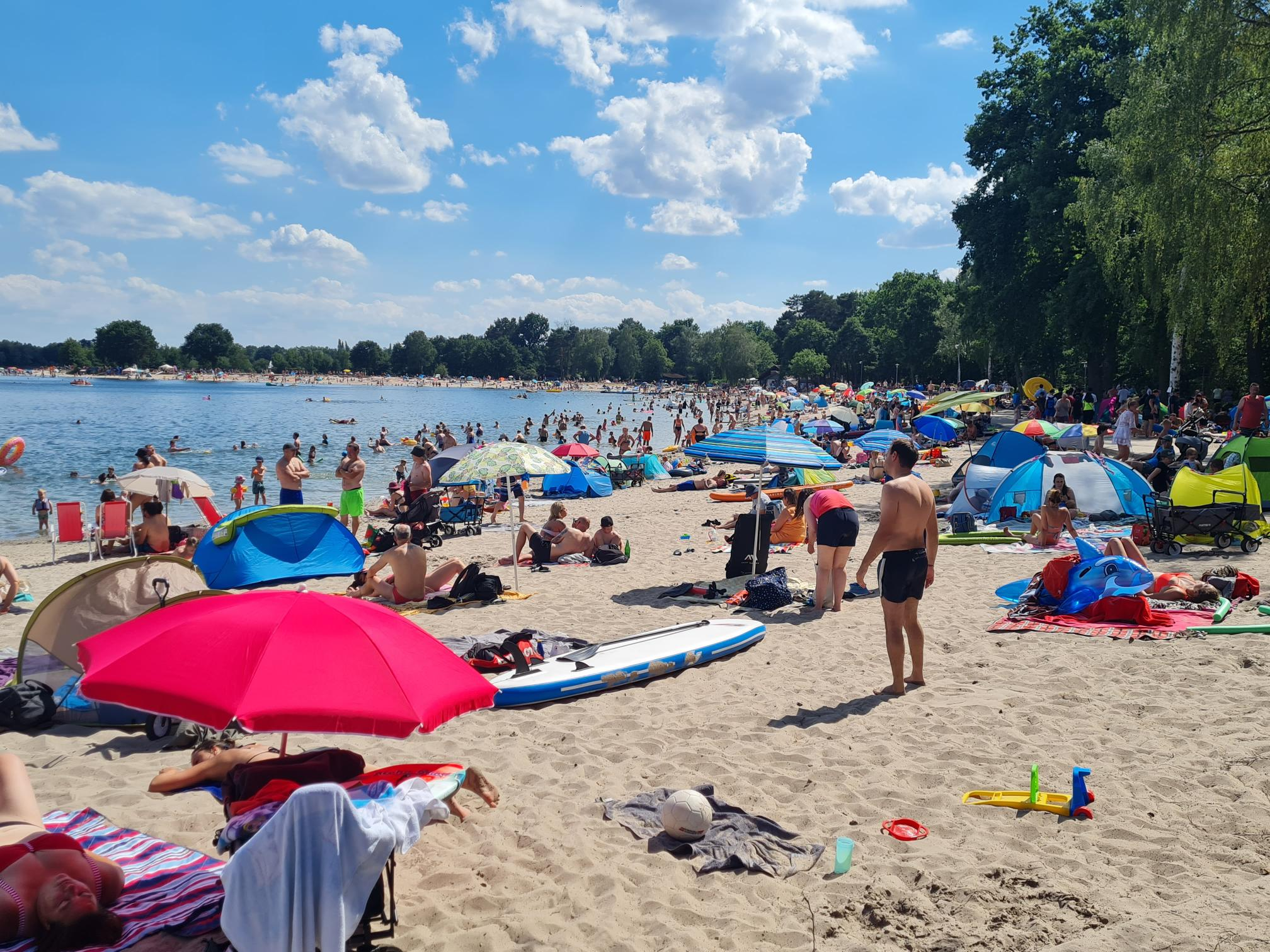
Badebetrieb
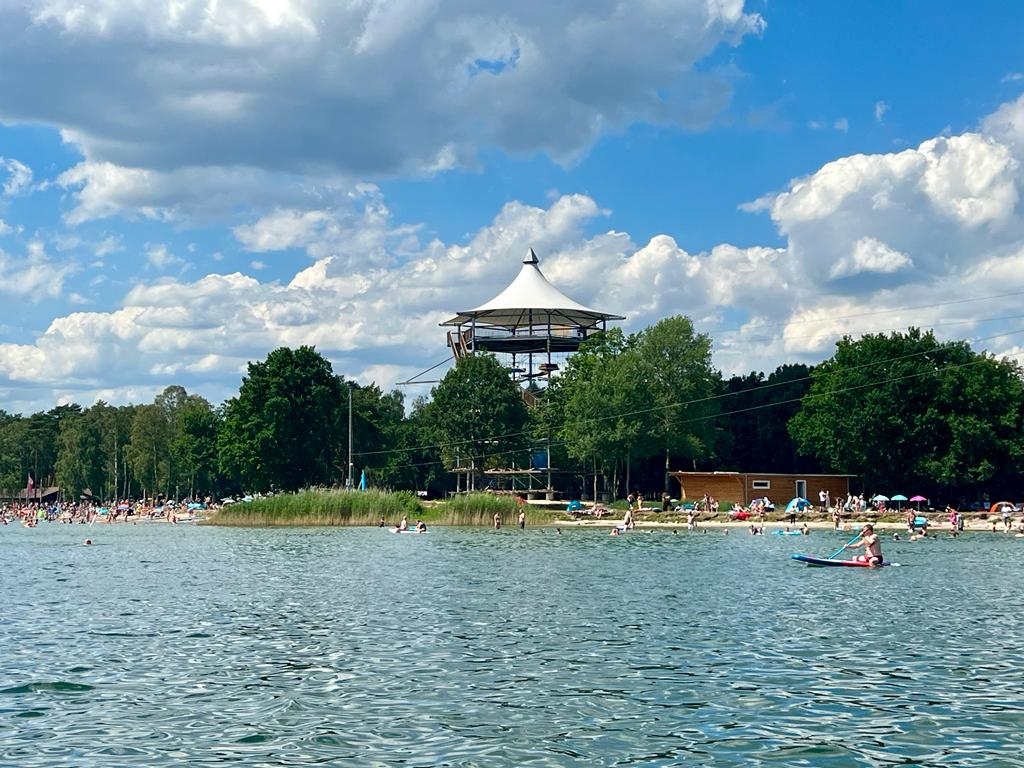
Kletterturm am Tankumsee